# Ayutthaya
El parc històric d'Ayutthaya (tailandès อุทยานประวัติศาสตร์พระนครศรีอยุธยา cobreix les ruïnes de l'antiga ciutat d'Ayutthaya (Tailàndia).
La ciutat d'Ayutthaya va ser fundada pel rei Ramathibodi I l'any 1351. Fou la segona capital de Siam després de Sukhotai. La ciutat va ser capturada pels birmans l'any 1569. Encara que no fou saquejada, va perdre molts objectes valuosos i artístics. Va ser la capital del país fins a la seva destrucció per l'exèrcit birmà l'any 1767.
Els seus vestigis, entre els quals destaquen les prang (torres-reliquiaris) i diversos monestirs de proporcions gegantines, permeten fer-se una idea del seu esplendorós passat.
Trenta-cinc reis van governar el regne d'Ayutthaya durant la seva existència. El Rei Narai (1656-1688) tenia la seva cort no només a Ayutthaya, sinó també al seu palau a la propera ciutat de Lopburi, des d'on va governar durant vuit a nou mesos a l'any.
L'any 1969, el Departament de Belles Arts va començar a realitzar renovacions de les ruïnes, que es van fer més severes després d'haver estat declarat parc històric l'sny 1976. Una part del parc va ser declarat Patrimoni de la Humanitat per la UNESCO l'any 1991.

## Patrimoni mundial de la UNESCO
L'any 1991, va ser declarada Patrimoni de la Humanitat part del parc històric d'Ayutthaya com un excel·lent testimoni de l'etapa de desenvolupament d'un veritable art nacional tailandès. L'àrea inscrita cobreix només 289 ha de les parts central i sud-oest de l'illa d'Ayutthaya; com a resultat, només certs grups de llocs històrics estan sota protecció de la UNESCO. Els llocs inclosos són Wat Ratchaburana, Sukotai, Wat Phra Si Sanphet, Wat Phra Ram, i Wiharn Phra Mongkhon Bopit. Els llocs que no són part del patrimoni mundial són els llocs més enllà de l'illa d'Ayutthaya, per exemple, Wat Yai Chai Mongkon, Wat Choeng Phanan, Wat Chaiwatthanaram, i Wat Phu Khao Thong.

## Punts d'interès del parc
- 'Wat Chaiwatthanaram
- Wat Kasatrathiraj
- Wat Kudi Dao
- Wat Lokayasutharam
- Wat Mahathat
- Wat Phanan Choeng
- Wiharn Phra Mongkhon Bopit
- Wat Phra Ram
- Wat Phra Sri Sanphet
- Wat Ratchaburana
- Wat Chai Mongkhon
- Wat Yai Chai Mongkhon
- Phra Chedi Suriyothai
- Centre d'estudis històrics d'Ayutthaya
- Assentament Japonès
- Wat Phu Khao Thong
- Elephant Camp

## Galeria d'imatges

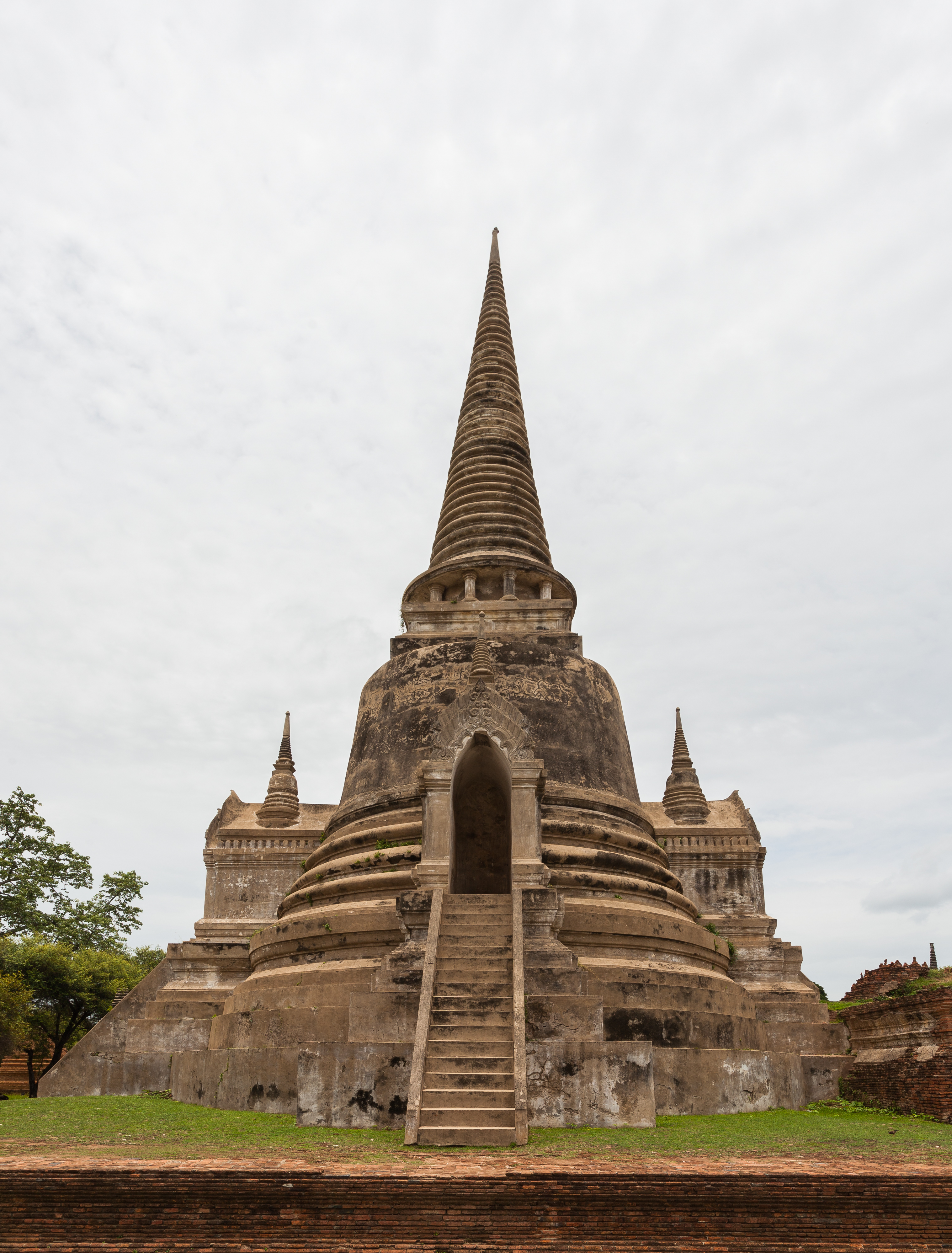
Wat Phra Sri Sanphet
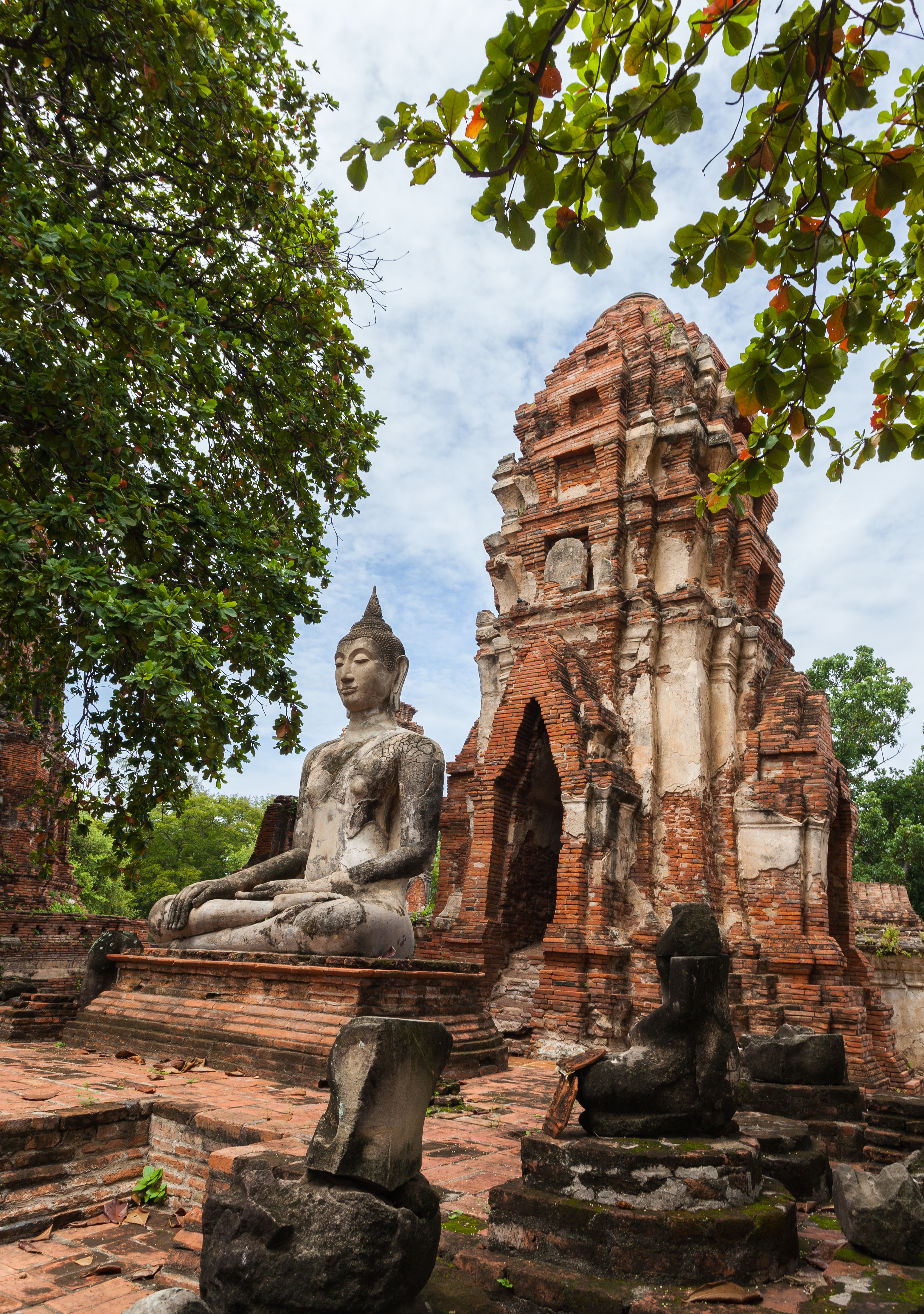
Wat Mahathat
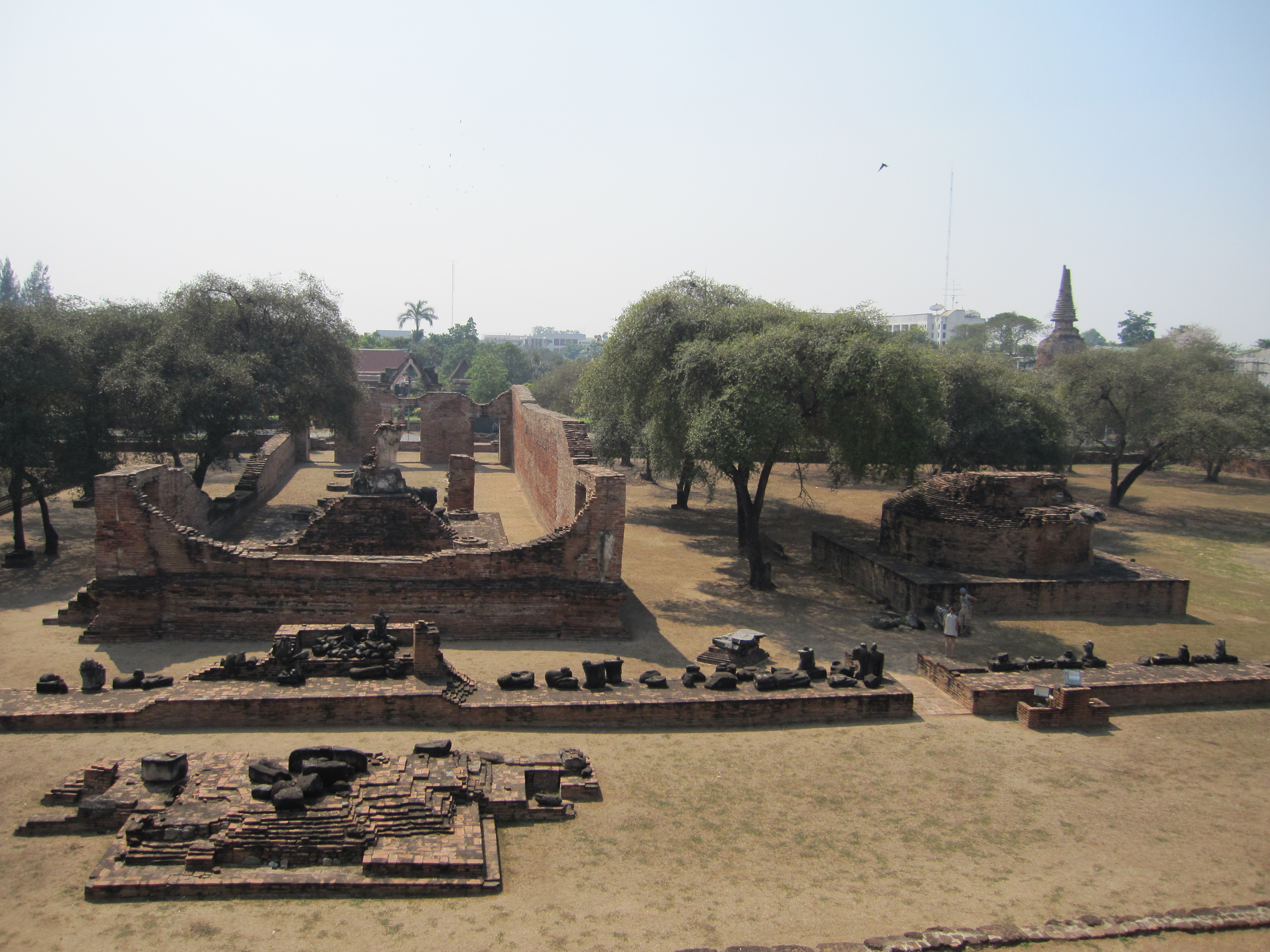
Wat Ratchaburana
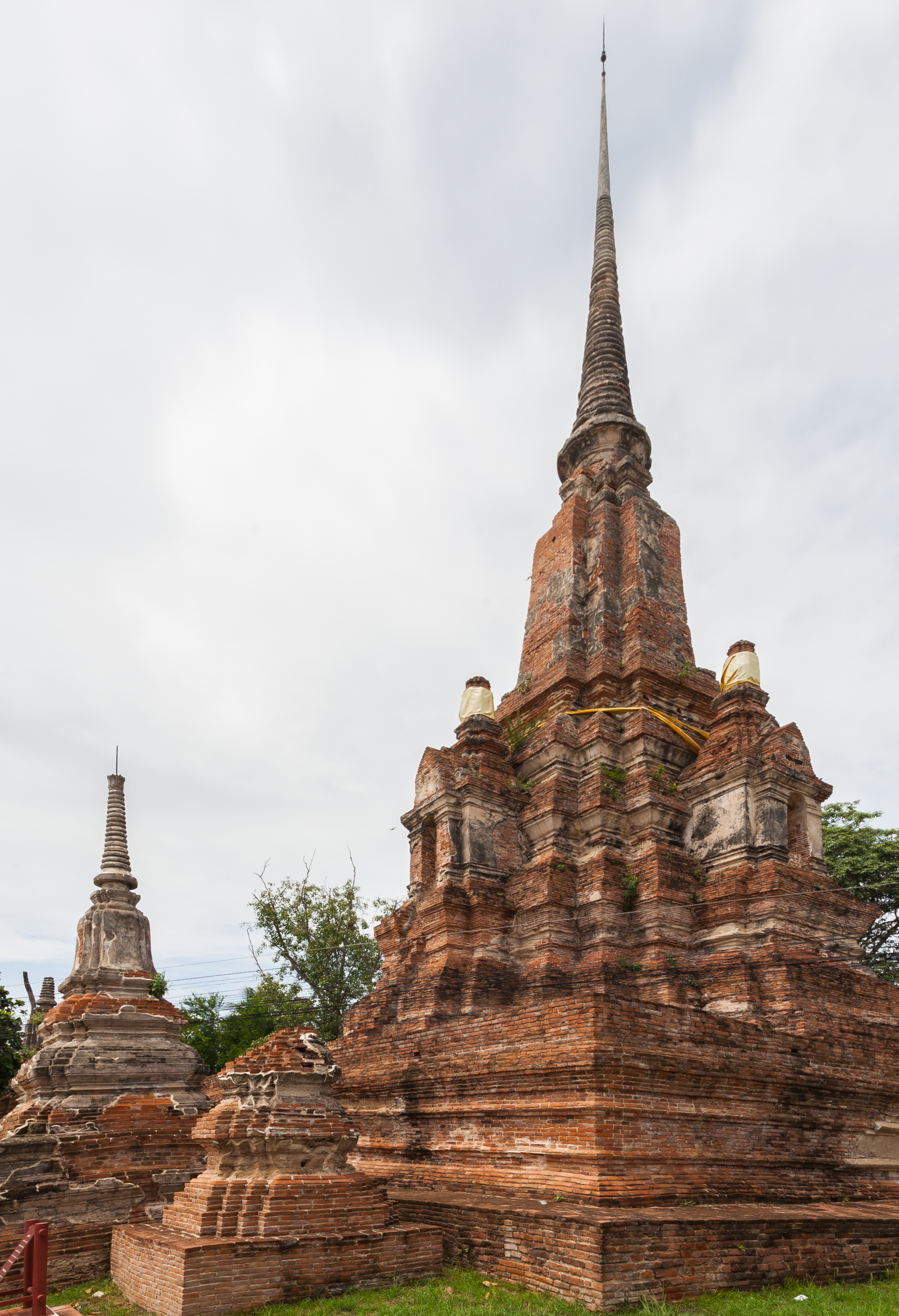
Wat Yanasen
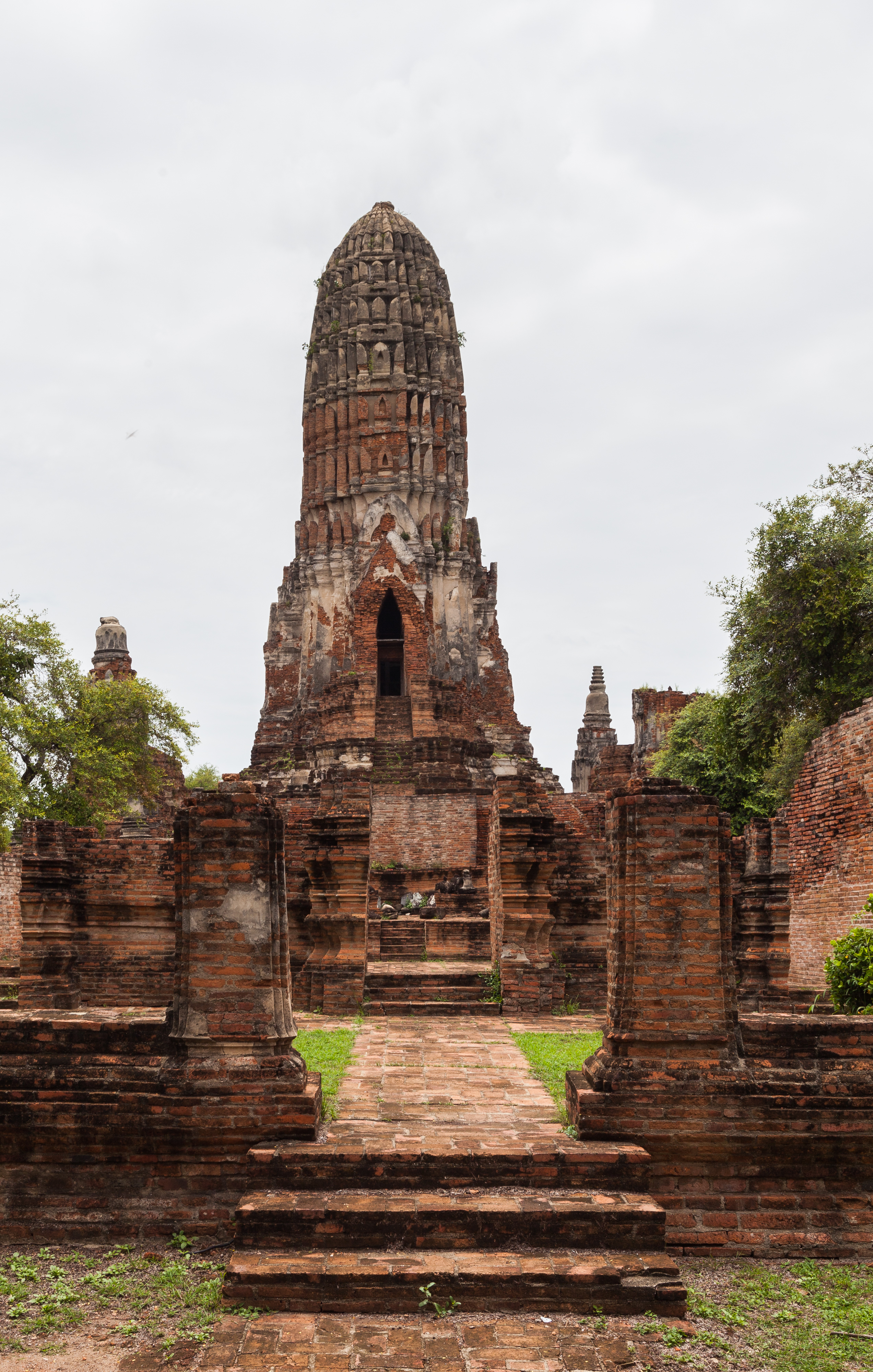
Wat Phra Ram
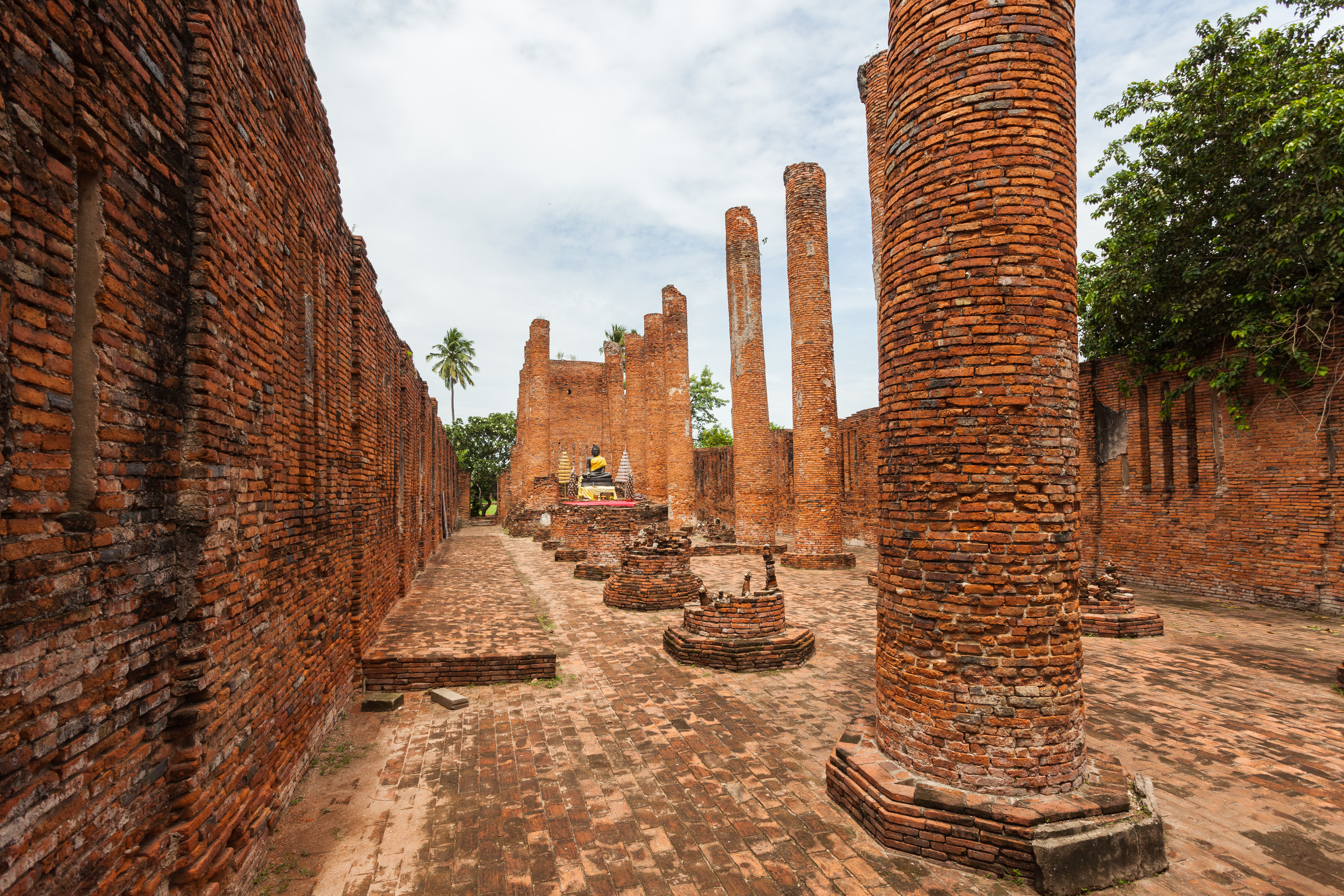
Wat Thammikarat